# 五十老
五十老，是湖南新化縣、安化縣的傳統牌類遊戲，舊時用竹牌。

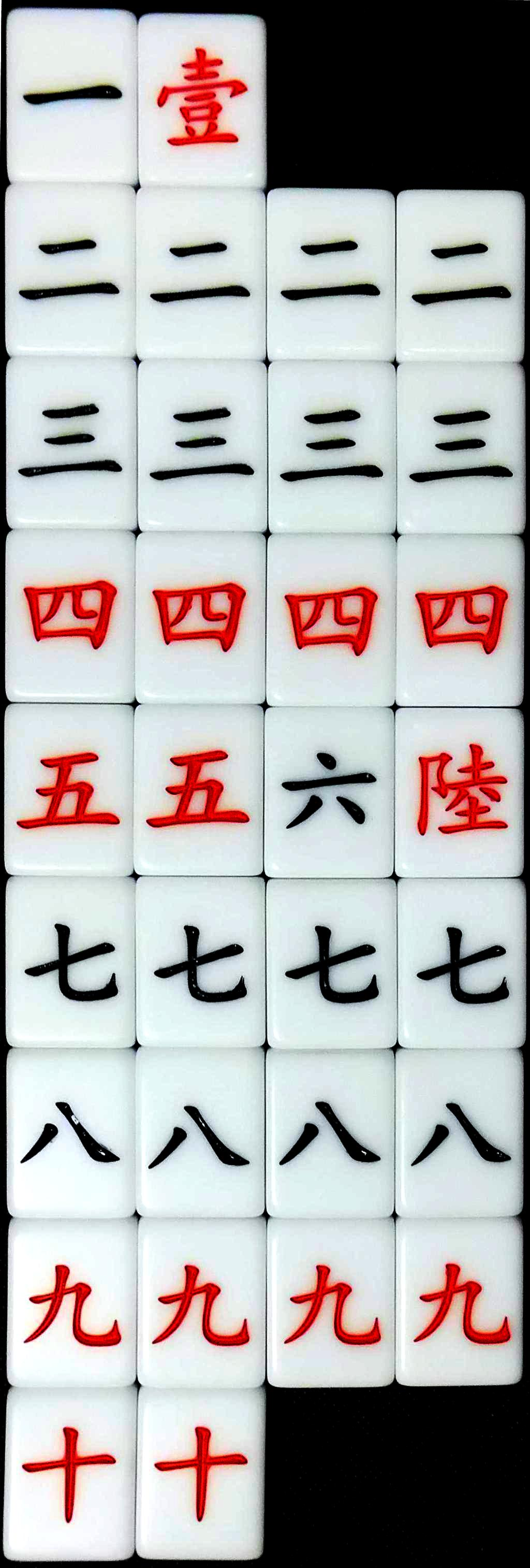
五十老

## 牌具
- 1到10的數字。其中1、5、6、10皆各二張；其餘數字皆各四張。1、6其中各一張寫成大寫的紅色數字，4、5、9、10為紅色小寫漢字，其餘為黑色小寫漢字。數字分為兩區，1到5為上區；6到10為下區。[1]

## 牌規

### 流程
- 四人遊戲。
- 牌混洗後朝下以四張為一份，共八份圍成一圈，上回輸家翻某份的底牌，以決定再翻牌者。
  - 1、5、9、2、6、10，逆时针下手再翻牌。
  - 3、7，對家再翻牌。
  - 4、8，順時鐘下家再翻牌。
- 再翻是要隔一份翻，以決定拿牌順序與方向，然後從拿牌者的逆或順時鐘的下家開始輪流拿一份牌。
  - 1、5、9，再翻者拿此份牌，逆时针拿牌。
  - 2、6、10，再翻者的逆时针下家拿此份牌，逆时针拿牌。
  - 3、7，再翻者的對家拿此份牌，逆时针拿牌。
  - 4、8，再翻者的順时针下家拿此份牌，順时针拿牌。
- 任何玩家手牌無4、5、9、10任一張，則重新洗牌。
- 最先拿牌者先引牌，出單張、對子、或四張相同牌稱為出龍。壹陸的組合也是對子，稱為一对响，大於所有對子牌。出龍只能在該玩家已出單張或對子後才能出。以引牌者的逆時鐘方向輪流出牌，需出大過上家的同區、同張數的數字。牌大者贏得這輪牌。下回合引牌；若無可大過上家，墊同數量牌。
- 玩家若剩下四张牌，如果没有5和10，有對子須出對子；玩家若剩下三张牌，上區牌多則出上區，下區牌多則出下區。
- 最後一回的贏牌者為胡牌。若以出龍、一对响胡牌，分別稱為龍胡、響胡。[1]

### 算分
- 胡牌者有四分基本分。贏牌為四張一份，一份一分，有龍胡、響胡、全拿、牌皆紅字牌，分數皆再雙倍。
- 輸家若有以下狀況稱為保本，不輸不赢钱，改由其他輸家分攤分數。
  - 輸家出一对响贏牌。
  - 輸家已贏四份牌，但若其他輸家出一对响贏牌，則改須贏五份牌。[1]